# 摩耶 (重巡洋艦)
摩耶（まや）は、日本海軍の重巡洋艦。高雄型一等巡洋艦（重巡洋艦）の3番艦である。川崎造船（現在の川崎重工業）神戸造船所にて起工。艦名は、兵庫県の神戸市にある摩耶山にちなんで命名された。レイテ沖海戦で米潜水艦の雷撃により沈没した。

## 建造経緯
妙高型重巡洋艦を完成させた日本海軍は、ワシントン海軍軍縮条約で制限されている主力艦を補うため、更なる重巡洋艦の建造に着手する。藤本喜久雄造船官の設計の元、高雄型の3番艦として起工されたのが摩耶であった。なお当時、経済恐慌の影響で川崎造船所が破産寸前であり、建艦体制維持の観点から海軍が介入、「摩耶」の発注が行なわれた。これにより起工が遅れてしまったとされている。
1928年（昭和3年）9月11日、建造予定の一等巡洋艦は「摩耶」と命名された。「摩耶」は12月4日神戸川崎造船所で起工し、1930年（昭和5年）11月8日、3万人の群集が見守るなかで進水、1932年（昭和7年）6月30日竣工した。高雄型重巡洋艦の50口径三年式二号20センチ砲は仰角70度で対空射撃が可能だったが、「摩耶」のみ妙高型と同じ55度であった。高雄型重巡4隻は第二艦隊・第四戦隊を形成し、横須賀を母港とした。

## 改装

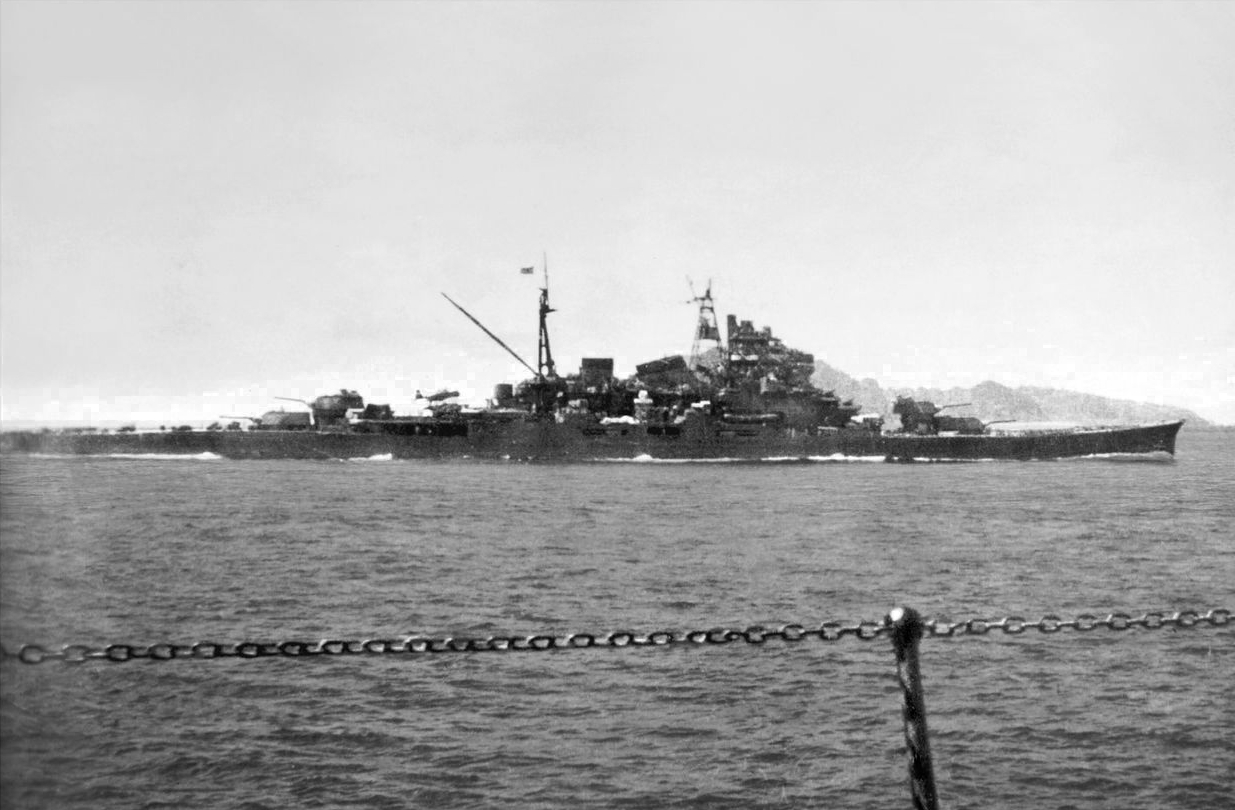
3番砲塔撤去後の「摩耶」。1944年5月、フィリピン・タウイタウイで訓練中。

「摩耶」「鳥海」は近代化改装と復原性能改善工事着手前に太平洋戦争を迎えた。工期4ヶ月の時間を確保することができず、2隻は近代化改装工事を実施しないまま第一線で活動していた。だが、「摩耶」は1943年（昭和18年）11月5日のラバウル空襲で大破、その損傷修理の際に近代化改装と対空能力強化を同時に実施した。具体的には、3番主砲塔を撤去して40口径12.7cm連装高角砲を2基増設する改造を行った。既設の12cm単装高角砲も撤去し、12.7cm連装高角砲と交換、12.7cm連装高角砲は計6基12門（副砲撤去前の大和型戦艦と同数）となった。13mm機銃4挺を撤去したかわりに3番砲跡に機銃台を設け25mm機銃を設置するなど、25mm3連装機銃13基、同単装9挺、13mm単装機銃36挺と対空機銃も大幅に増強された。
この時同時に、魚雷発射管も改装前の2連装4基から4連装発射管4基と増強された。電探（レーダー）も21号1基、22号2基、13号1基が装備された。これらの排水量増加による復元性悪化を考慮してバルジが装着されている。あ号作戦（マリアナ沖海戦）以後に機銃は更に増備され、25mm機銃の総計は66挺に達したと言われている。なお機銃増備などによって乗員も増加し、開戦時は921名だったが改装後は996名となり、最終的には1,000名に達した。

## 艦歴

### 南方作戦
就役後の1932年（昭和7年）9月、海州沖に進出して封鎖作戦に参加する。9月23日、「摩耶」の九五式水上偵察機（阿部航空兵曹長、桜沢三等空曹）が対空砲火で撃墜された。1937年（昭和12年）7月7日の日中戦争では、第二遣支艦隊（支那方面艦隊・南支監視部隊）の旗艦として、海南島攻略作戦に参加。この頃、同型艦「愛宕」「高雄」は艦橋の縮小やマスト移設、飛行甲板設置などの改装を行っているが、「摩耶」と「鳥海」はその機会を日米開戦によって失った。
1941年（昭和16年）12月2日、「摩耶」は馬公泊地に入港し、開戦に備えた。太平洋戦争緒戦では「摩耶」は第十六戦隊（軽巡洋艦「長良」を除く）や、特設水上機母艦「讃岐丸」、駆逐艦2隻と共に比島部隊主隊としてフィリピン進攻作戦に参加した。主隊の任務はフィリピンのビガン攻略を行なう第二急襲隊の支援であった。「讃岐丸」を除く主隊の摩耶、重巡洋艦「足柄」、軽巡洋艦「球磨」、駆逐艦「朝風」「松風」は12月7日に澎湖諸島馬公から出撃。12月10日、主隊はアメリカ海軍第10哨戒航空団のPBY飛行艇に発見され、続いて哨戒航空団の飛行艇（500ポンド爆弾4発搭載）5機による攻撃を受けたが命中弾はなかった。この後、主隊は碣石湾を経て12月14日に馬公に帰投した。
12月17日、主隊からは駆逐艦2隻が抜け特設水上機母艦「山陽丸」が加わった。「足柄」「摩耶」と「球磨」は12月19日に馬公から出撃してリンガエン湾上陸作戦支援にあたり、12月23日に馬公に帰投した。
12月23日に南方部隊の東方支援隊が戦艦「榛名」、第六駆逐隊第一小隊で編成され、12月25日に「摩耶」も東方支援隊に編入された。
翌1942年（昭和17年）には1月から3月までオランダ領東インド諸島の油田地域を占領する蘭印作戦に参加した。1月8日、パラオに入港、1月17 - 18日、戦艦「金剛」、第四戦隊（愛宕、高雄）、第二航空戦隊（空母「飛龍」「蒼龍」）等と合流し、戦艦2隻、空母2隻、重巡洋艦3隻、駆逐艦10隻、タンカー2隻（国洋丸、帝王丸）が揃った。「摩耶」は南方部隊母艦航空部隊に編入され、二航戦（蒼龍、飛龍）、第7駆逐隊（潮、曙、漣）、第27駆逐隊（時雨、白露、有明、夕暮）、補給部隊と共に1月21日パラオを出港した。1月23日、アンボン空襲を支援し、1月26日ダバオを経て、1月28日パラオに帰投した。
2月10日、「摩耶」は第二航空戦隊と共に南雲機動部隊に編入され、ダーウィン空襲を支援する。セレベス島スターリング湾で南雲機動部隊から南方部隊本隊に復帰、引き続き南方作戦に従事した。2月25日、近藤信竹中将（「愛宕」座乗）は南方部隊本隊（第四戦隊〈愛宕、高雄、摩耶〉、第4駆逐隊第1小隊〈嵐、野分〉）を率いて南雲機動部隊と共に同湾を出撃、その後は機動部隊と分離してオンバイ海峡へ向かった。2月26日、第15駆逐隊の駆逐艦「早潮」と合流。3月1日、南方部隊本隊はジャワ島南部チラチャップ南方70海里附近に進出し、以後ジャワ島の南を遊弋した。同日、南方部隊本隊は商船4隻を撃沈、1隻を炎上させ、1隻を拿捕した。3月2日、基地航空部隊から「軽巡1隻、駆逐艦2隻発見」の報告を受けて近藤長官は「愛宕」「高雄」を敵軽巡に、「摩耶」「嵐」「野分」を敵駆逐艦にふりわけた。「愛宕」「高雄」は米駆逐艦「ピルスバリー (USS Pillsbury, DD-227) 」を撃沈（当時は軽巡「マーブルヘッド」と誤認）。「摩耶」「嵐」「野分」はイギリス軍の駆逐艦「ストロングホールド (HMS Stronghold, 494) 」を発見し、これを撃沈した。「ストロングホールド」の生存者は50名が日本軍に拿捕されていたオランダ船に3月3日に救助され、それから「摩耶」に移された。3月4日、南方部隊本隊はチラチャップの170度280海里付近に進出し、スループ「ヤラ (HMAS Yarra, U77)」、補給船「Anking」、掃海艇「MMS.51」、タンカー「フランコル」からなる船団を攻撃して全滅させた。南方部隊本隊は3月7日にスターリング湾へ帰投した。3月11日、「摩耶」「高雄」は第27駆逐隊（有明、夕暮）と共にスターリング湾を出発。モルッカ海峡を通過して南太平洋に出たが、燃料の観点から第27駆逐隊は重巡2隻と分離する。その後、横須賀へ向かい3月18日に帰港した。「摩耶」は入渠して修理・整備をおこなった。
4月18日、ドーリットル隊のB-25爆撃機による日本本土空襲を、「摩耶」は三河湾西浦沖で迎えた。直ちに出撃し、深夜、観音崎沖で近藤長官指揮下の第二艦隊主力部隊と合流する。前進部隊（愛宕、高雄、摩耶、妙高、羽黒、祥鳳）等で米機動部隊を追撃するが、ウィリアム・ハルゼー提督指揮する第38任務部隊の米空母2隻（ホーネット、エンタープライズ）は既に避退した後だった。だが5月1日深夜、水上機母艦「瑞穂」が米潜水艦「ドラム (USS Drum, SS-228) 」の雷撃で航行不能となった。重巡2隻（摩耶、高雄）は現場に急行し、沈没する「瑞穂」から乗組員を救助した。「瑞穂」の生存者を横須賀で下したのち、「摩耶」「高雄」は第6駆逐隊（響、暁、雷）と共に呉へ帰投した。
5月20日に第四戦隊第二小隊（高雄、摩耶）は北方部隊に編入され、第四航空戦隊（空母「龍驤」「隼鷹」）と共に第二機動部隊を編成してAL作戦（西部アリューシャン攻略作戦）に参加した。第二機動部隊は5月25日に大湊（または5月26日に陸奥海湾）を出撃し、6月4日と6月5日にダッチハーバー空襲を行った。AL作戦と同時に行われたミッドウェー海戦で日本軍は敗北したがアッツ島とキスカ島の攻略は実施された。そして第二機動部隊などはアメリカ艦隊の来襲に備えた。その後、第二機動部隊などは6月24日までに一度大湊機戻り、6月28日にはキスカ島への輸送部隊掩護のため再び出撃した。

### 戦争中期
8月7日、アメリカ軍はウォッチタワー作戦を発動し、ガダルカナル島とツラギ島を急襲して占領した。8月11日、第四戦隊（愛宕、高雄、摩耶）、戦艦「陸奥」、第四水雷戦隊（軽巡「由良」、第9駆逐隊〈朝雲、峯雲、夏雲〉、第27駆逐隊〈時雨、白露、有明、夕暮〉等）は呉を出港してトラック島泊地へ進出、ガダルカナル島の戦いに加わった。8月24日、第二次ソロモン海戦に前進部隊として参加する。「摩耶」は前日に行方不明になっていた「由良」の偵察機を収容。その後にアメリカ軍艦載機20機の空襲を受け、「摩耶」に損害はなかったものの、同航していた水上機母艦「千歳」が損傷を受けた。
9月9日、索敵のため第四戦隊（愛宕、高雄、摩耶）、第五戦隊（妙高、羽黒）、第八戦隊（利根、筑摩）、第四水雷戦隊（「由良」等）と共にトラック泊地を出撃。9月13日には第三戦隊（金剛、榛名）と合流する。9月14日、ガダルカナル北東200海里の地点で前進部隊はB-17爆撃機の空襲を受け、「妙高」では戦死者2名を出した。特に戦果もないまま、各艦は23日にトラック泊地へ帰港した。10月15日夜、第五戦隊の重巡「妙高」、第二水雷戦隊（軽巡「五十鈴」、第31駆逐隊〈高波、巻波、長波〉、第24駆逐隊〈海風、江風、涼風〉）と共にガダルカナル島ヘンダーソン基地艦砲射撃作戦に参加し、砲撃に成功。「摩耶」は20センチ主砲450発を発射した。10月26日、南太平洋海戦に参加。近藤中将の前衛艦隊に所属して敗走する米機動部隊を追撃し、大破した米空母「ホーネット (USS Hornet, CV-8) 」を捕捉し、撃沈に貢献した。10月30日、トラックに帰港した。
11月、「摩耶」は外南洋部隊支援隊に編入され、11月5日、ショートランド諸島（ショートランド泊地）に進出する。11月12日、ガダルカナル島ヘンダーソン飛行場砲撃に向かった第十一戦隊（戦艦「比叡」「霧島」）以下挺身攻撃隊（挺身艦隊）が米巡洋艦部隊（指揮官ダニエル・J・キャラハン少将）と遭遇し、第三次ソロモン海戦が勃発した。11月12日 - 13日、日本海軍は「比叡」、駆逐艦2隻（夕立、暁）を喪失してしまう。これを受けて連合艦隊（司令長官山本五十六大将）は外南洋部隊支援隊指揮官西村祥治第七戦隊司令官にヘンダーソン飛行場砲撃を命じた。11月13日午前5時40分、西村少将が率いる重巡2隻（鈴谷、摩耶）、軽巡「天龍」、駆逐艦4隻（夕雲、巻雲、風雲、朝潮）はショートランド泊地を出撃。同日深夜にガダルカナル島海域へ突入し、重巡2隻（鈴谷、摩耶）は飛行場砲撃を敢行、警戒部隊（天龍、夕雲、巻雲、風雲、朝潮）はアメリカ軍魚雷艇から重巡2隻を護衛した。
11月14日、戦場からの離脱中にアメリカ軍の空襲を受け、重巡「衣笠」が沈没し、重巡「鳥海」、軽巡「五十鈴」も被弾した。午前11時頃、F4F戦闘機が「摩耶」の左舷高角砲甲板に体当たりし火災が発生したとする。アメリカ軍の記録によれば、空母「エンタープライズ (USS Enterprise, CV-6) 」から発進したSBD急降下爆撃機2機（フーガーヴァーフ少尉機、ハローラン少尉機）は、日本艦隊の全貌を見ていた。炎上した「衣笠」の周囲に2隻の駆逐艦がおり、軽巡洋艦1隻と駆逐艦1隻が衣笠の15 km西、重巡洋艦1隻と駆逐艦1隻が「衣笠」の20 km南西を西に向かっていた。フーガーヴァーフ少尉機は重巡洋艦を爆撃したが至近弾となった。ハローラン少尉機は行方不明となり、フーガーヴァーフ少尉機は1隻の巡洋艦から激しい煙が上がるのを目撃した。この戦闘で「摩耶」は魚雷16本を投棄し、沈没を免れるも38名が戦死、47名が負傷している。応急修理の後、トラック泊地に帰投。戦艦「大和」の傍では、一万トン級重巡洋艦の「摩耶」とは親子ほどの違いがあったという。1943年（昭和18年）1月5日に「摩耶」は日本へ戻った。
1943年1月30日、「摩耶」は北方部隊に編入された。「摩耶」は2月20日に横須賀を離れ、2月22日に大湊で第五艦隊司令長官の旗艦となり、2月27日に幌筵島に進出（または2月26日に幌筵に入港）。3月4日、重巡洋艦「那智」が幌筵に到着し、旗艦となった。アッツ島への輸送に従事していた「あかがね丸」が2月20日にアメリカの水上艦艇により撃沈されたことから、北方部隊ではその大半を投入して輸送船団の護衛を行うこととした。3月7日、アッツ島への輸送を行う第二十一船団（イ船団）とその護衛、続いて「那智」「摩耶」などからなる北方部隊の主隊および掩護部隊が幌筵海峡を出撃。3月10日に船団はアッツ島に到着し、10月13日に全部隊が幌筵海峡に帰投した。
続いて、再び船団護衛のため出撃。3月27日、第五艦隊司令長官細萱戊子郎中将指揮の元、重巡2隻（那智、摩耶）、軽巡洋艦2隻（多摩、阿武隈）、駆逐艦4隻（第21駆逐隊〈若葉、初霜〉、第6駆逐隊〈雷、電〉）と共にアメリカ艦隊（指揮官チャールズ・マクモリス少将：重巡1、軽巡1、駆逐艦4）と交戦した（アッツ島沖海戦）。「摩耶」は接近するアメリカ巡洋艦と遠ざかるアメリカ巡洋艦を取り違えた上に、高角砲のためのデータを主砲砲術長に送り、さらに残弾があったにもかかわらず全弾撃ち尽くしたと勘違いするという失態を犯した。主砲弾904発、魚雷8本を消耗したが、アメリカ艦隊の追撃に失敗した。
幌筵海峡への帰投後、3月31日に「那智」「摩耶」などは整備のため横須賀へと向かった。「摩耶」は5月15日に横須賀を出港し、一時座乗した第五艦隊司令長官による哨戒線の視察の後、5月19日に大湊に着いた。
7月のキスカ島撤退作戦には、燃料消費の観点から参加していない。8月に横須賀に帰港し、9月15日、南方戦線に向かった。
1943年（昭和18年）11月上旬、ろ号作戦（ブーゲンビル島沖航空戦）に呼応してブーゲンビル島上陸作戦を支援するため、第二艦隊司令長官栗田健男中将（旗艦「愛宕」）が指揮する第二艦隊の重巡洋艦7隻（愛宕、高雄、鳥海、摩耶、鈴谷、最上、筑摩）、軽巡洋艦1隻（能代）、駆逐艦4隻（玉波、涼波、藤波、早波）からなる艦隊はラバウルに入港した。
5日、第38任務部隊（米空母「サラトガ」「プリンストン」基幹）によるラバウル空襲に遭遇した。9時30分、「摩耶」のカタパルト付近に被弾、左舷機関室が損傷し、火災も発生した。五番砲塔の弾庫では機械室の火災のため温度が上昇し、注水処置がとられた。機関部員が艦上部に脱出するなど、一時は艦放棄の可能性もあったが、辛うじて免れることができた。「摩耶」では戦死70名、負傷者60名を出した。他艦がトラックへ引き揚げるなか、航行不能のためラバウルに残った。烹炊所が爆撃で破壊されたため、主計科は後甲板に行軍釜を据え付けて乗組員に食事を提供している。ラバウルでは連日摩耶を狙って空襲があり、陸上部隊からは「出港を急げ」と催促されたという。
応急修理の結果一軸運転可能となり、11月11日にラバウルを出発。12ノットくらいで進み、11月13日には潜水艦から雷撃されたが回避した。「摩耶」及び潜水母艦「長鯨」は、第二水雷戦隊と第十戦隊の合同部隊（能代、早波、藤波、五月雨、風雲、若月）に護衛されていた11月14日、摩耶、長鯨、護衛駆逐艦（五月雨、風雲、若月）はトラックに帰港する。11月15日、杉山六蔵艦政本部長は損傷各艦を視察し、「摩耶」の横須賀回航と大修理が決定した。工作艦「明石」の協力下、トラック在泊中の第一戦隊、第二戦隊、第三戦隊、第四戦隊各艦は工作兵を「摩耶」に派遣し、応急修理は11月25日に終わった。
11月30日、服部勝二大佐（「瑞鳳」艦長）が指揮する空母3隻（瑞鳳、雲鷹、冲鷹）、重巡「摩耶」、第7駆逐隊（曙、漣）、駆逐艦「浦風」はトラックを出発して内地へ向かうが、航海中に「冲鷹」が米潜「セイルフィッシュ (USS Sailfish, SS-192) 」の雷撃で撃沈された。「浦風」「漣」が艦隊から分離して「冲鷹」の生存者を救助した。12月4日、「摩耶」は横須賀に帰投する。その後、修理と共に三番砲塔を撤去して八九式12.7センチ高角砲2基を増設するなど、対空兵装強化の改装を受けた（上述参照）。改造は1944年（昭和19年）4月9日に完了した。
1944年4月22日、「摩耶」と戦艦「大和」は駆逐艦「島風」「早霜」「雪風」「山雲」に護衛され瀬戸内海を出撃した。大和隊は4月26日マニラ着、4月29日出発。5月1日にリンガ泊地に進出。5月14日、タウイタウイ泊地へ前進した。6月19日 - 20日のマリアナ沖海戦に栗田中将指揮する第二艦隊（前衛部隊、旗艦「愛宕」）に所属して参加する。6月20日17時30分、右舷至近弾により若干の被害を受け、また左舷への至近弾で舷側バルジに浸水し2度傾斜した。16名が戦死し、40名が負傷。横須賀に戻り、損傷修理と並行して出火対策と対空装備の強化が行われた（上述参照）。7月16日出港、リンガ泊地に進出した。

### 摩耶の最期
1944年（昭和19年）10月、第四戦隊（愛宕、高雄、鳥海、摩耶）はレイテ沖海戦に参加、栗田中将は引き続き「愛宕」を旗艦としていた。「摩耶」は第一遊撃部隊（通称、栗田艦隊）の一艦として10月22日午前8時、ブルネイを出港した。しかし10月23日午前6時30分前後、パラワン水道にて米潜水艦「ダーター (USS Darter, SS-227) 」と「デイス (USS Dace, SS-247) 」の2隻が栗田艦隊を襲撃した。まず「ダーター」が雷撃をおこない「愛宕」が轟沈、「高雄」も航行不能となった（「高雄」は駆逐艦2隻〈長波、朝霜〉に護衛され撤退）。旗艦「愛宕」の沈没により栗田艦隊が混乱する中、続いて「デイス」が「摩耶」に対し雷撃をおこなった。「デイス」では「摩耶」を戦艦だと誤認していた。「摩耶」は魚雷航跡を発見し、回避運動をとるも間に合わなかったという。6時57分、「摩耶」の左舷に魚雷4本が命中した（艦首錨鎖倉庫、一番砲塔、七番缶室、後部機械室附近）。「摩耶」は左舷に大傾斜し艦首から海没をはじめ、7時5分に沈没した。沈没地点北緯09度27分 東経117度23分 / 北緯9.450度 東経117.383度。第一戦隊司令官宇垣纏中将（大和座乗）は当時の状況について、このように記述している。
艦長の大江覧治大佐以下336名が戦死した。この中には、東郷平八郎元帥の孫、東郷良一中尉も含まれていた。副長以下769名（士官47名、下士官兵722名）が駆逐艦「秋霜」に救助され、午後4時前後に戦艦「武蔵」に横付、「摩耶」の乗組員を移乗させた。「武蔵」の主計長は「摩耶」主計長永末英一に「本艦は絶対に沈まないから安心せよ」と梅酒をすすめたという。「摩耶」航海長も「武蔵」運用長から同様の話を聞いている。
翌10月24日、栗田艦隊はアメリカ機動部隊艦載機に襲撃され、「武蔵」は集中攻撃を受けて航行不能となった。「摩耶」の生存者は自発的に戦闘配置に就き、また「武蔵」艦橋への命中弾で作戦室にいた「摩耶」の副長・軍医を含む士官多数が死傷するなど、計117名が戦死した。午後6時30分、「武蔵」の舷後部に横付けした駆逐艦「島風」に「摩耶」乗組員607名と連合艦隊司令部附法務士官4名が移乗したが、「武蔵」の応急修理作業に従事すべく士官4名・下士官兵41名が残留した。午後7時40分、「島風」「摩耶」乗組員は「武蔵」沈没時の火柱を目撃した。
翌日以降の戦闘においても「摩耶」乗組員は「島風」の水上・対空戦闘に参加し、5名が戦死、8名が戦傷。10月26日午後10時、「島風」はコロン島（コロン湾）に到着した。最終的な戦死者は470名だった。その後、「摩耶」の生存者は日本へ帰投する隼鷹輸送部隊（空母「隼鷹」、重巡「利根」、駆逐艦〈卯月、夕月、時雨〉）のうち「利根」に便乗して日本本土へ向かった。
12月20日、「摩耶」は帝国軍艦籍より除籍された。

### 船体の発見
2019年4月19日、アメリカの実業家ポール・アレンが所有する調査船「ペトレル」によって、フィリピン最西端のパラワン島沖の水深1,850 mで沈没した「摩耶」が発見された。公表は同年6月30日に行われた。発見された「摩耶」は、艦首部が破断し、前部煙突が原型をとどめないほど損壊していたが、艦橋構造物は非常に状態がよく細部までよく分かる状態だったほか、主砲や高角砲、機銃なども確認できる状態であった。

## 歴代艦長
※『艦長たちの軍艦史』111-114頁、『日本海軍史』第9巻・第10巻の「将官履歴」に基づく。

### 艤装員長
1. 森本丞 大佐：1930年11月8日 -

### 艦長
1. 森本丞 大佐：1932年6月30日 - 1932年12月1日
2. 山本弘毅 大佐：1932年12月1日 - 1933年11月15日
3. 新見政一 大佐：1933年11月15日 - 1934年11月15日
4. 小沢治三郎 大佐：1934年11月15日 - 1935年10月28日
5. 茂泉慎一 大佐：1935年10月28日 - 1936年12月1日
6. 大島乾四郎 大佐：1936年12月1日 - 1937年11月15日
7. 鈴木義尾 大佐：1937年11月15日 - 1938年11月15日
8. 中原義正 大佐：1938年11月15日 - 1939年11月15日
9. 大杉守一 大佐：1939年11月15日 - 1941年4月15日
10. 伊崎俊二 大佐：1941年4月15日 - 1941年8月11日
11. 鍋島俊策 大佐：1941年8月11日 - 1942年9月30日
12. 松本毅 大佐：1942年9月30日 - 1943年10月16日
13. 加藤与四郎 大佐：1943年10月16日 - 1943年12月26日
14. 大江覧治 大佐：1943年12月26日 - 1944年10月23日戦死

## 備考

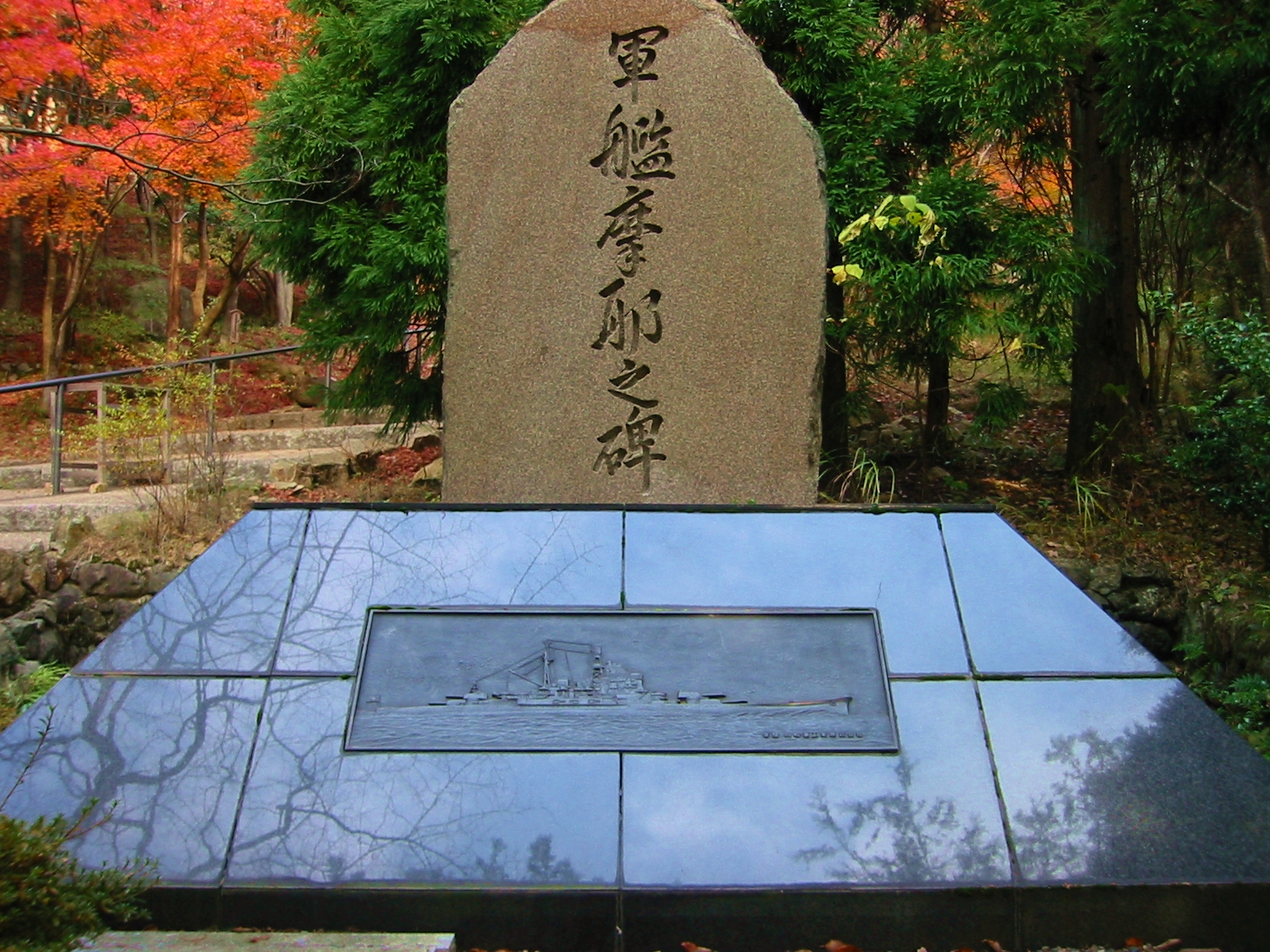
軍艦摩耶之碑

- 「摩耶」の名が艦艇に使われるのは2度目であり、以前に摩耶型砲艦のネームシップとして摩耶の名が使われている。命名元になった摩耶山の天上寺の山門付近に「軍艦摩耶之碑」が建てられている。
- 東郷平八郎元帥の孫、東郷実大佐の息子、東郷良一（海軍兵学校71期入校、留年のため卒業72期生）は摩耶甲板士官として摩耶の沈没時に戦死した（前述）。兵学校時代に祖父（東郷元帥）の短剣を吊って登校したり、摩耶乗艦時にわざと東郷元帥の軍服を着用して周囲を驚かせた等の逸話が残されている[128]。破天荒な青年だったが、兵学校生徒達や、下士官兵達からの評判は非常に良かったという[128]。
- 野坂昭如の小説『火垂るの墓』では、主人公の清太の父が1935年（昭和10年）頃に摩耶に乗り組んでいたと設定されている。この設定はスタジオジブリのアニメ映画（高畑勲監督）でも踏襲されている。